# Öppenvård
Öppenvård eller poliklinisk vård är ett samlingsnamn för sådan behandling, terapi, hälso- och sjukvård, som utförs på icke inneliggande patienter. Motsatsen är slutenvård eller heldygnsvård.
Vården kan till exempel ges på vårdcentraler, av socialtjänsten, sjukhusmottagningar eller i patientens hem. Det finns även öppenvård för missbruks- och beroendebehandling, där man uppnått goda resultat jämfört med institutionsvård.
Det finns i dag en trend mot att alltmer av hälso- och sjukvårdande insatser bedrivs som öppenvård i kombination med allt kortare vårdtider på sjukhus, behandlingshem och övriga institutioner, exempelvis i olika eftervårdsprogram.
Internationellt sett är det dock så att Sverige i likhet med andra i-länder har förhållandevis lite öppenvård i förhållande till den inneliggande vården (slutenvård) jämfört med i u-länder.